# Старчевица
Старчевица је градска четврт у Бањој Луци, Република Српска, БиХ. Налази се на десној обали Врбаса југоисточно од центра града.
Старчевица је добила име по истоименом брду, које се налази на југу насеља, а сам назив потиче од имена породице Старчевић, која је на овом простору града имала велике поседе.

## Становништво
По посљедњем попису становништва из 1991. године, Старчевица је имала 12.738 становника, сљедећег националног састава:
- Срби — 6.770
- Хрвати — 813
- Муслимани — 2.350
- Југословени — 2.264
- остали — 541

Данас се процјењује да се становништво утростручило, тј. да је број становника око 40.000 становника.

## Географија
Старчевица је насеље на југу града Бањалука. Налази се на десној обали Врбаса. Граничи са мјесним заједницама Обилићево I и II, Ада, Борик I. На сјеверу, Старчевица је претежно равничарска док у централним и јужним дијеловима се налазе брда. Два највећа брда Старчевице су Старчевица и Церик. Кроз МЗ Старчевица пролазе два потока: Уларац и Дреновача. Старчевицу од Борика дијели Врбас.

## Мјесна заједница
Мјесна заједница заузима дио јужне територије града, тј. улице: Војводе Степе Степановића (од броја 89 до 199 — непарни и 62 до 146- парни), Косте Јарића, Милоша Дујића, Данила Перовића, Др. Војислава Ђеде Кецмановића, Јосифа Панчића, Вацлава Хавлека Вене, Милована Хрваћанина, Рајка Боснића, Саве Љубоје, Косовке Дјевојке, Симе Миљуша, Слободана Дубочанина, (била 8 Приградски пут), Тузланска (од бр.1-23 — непарни и од бр. 2 до 48 — парни), Српских устаника, Огњена Прице, Јована Јанчића, I Крајишке биргаде НО, Југ Богдана, Стевана Булајића (од бр.41 до краја — непарни и од бр.122 до краја — парни), Старог Вујадина, Церска, Мајке Југовића од 1-21, Милице Стојановић Српкиње, Српских Добровољаца, Високих Дечана, Манастира Грачанице, Студеничка, Саничких жетелаца и Стевана Првовенчаног. Старчевица је највећа бањалучка мјесна заједница.
Канцеларија Мјесне заједнице Старчевица се налази у Улици Др Војислава Ђеде Кецмановића 1.
Предсједник Мјесне заједнице је Ђорђе Кнежевић.

## Образовање
На Старчевици се налази ОШ "Бранко Радичевић" (некада ОШ "Есад Миџић"). На Старчевици се треба саградити нова основна школа која би се лоцирала на данашњој ливади између улица Српских добровољаца и Прве крајишке бригаде народне одбране.
На Старчевици се налазе први и други павиљон Студентског центра "Никола Тесла".

## Идеје о општини
Идеје о општини нису политичке приче већ идеје о побољшању живота мјештана ове МЗ, која је највећа у Бањој Луци. Постоје идеје о подјели читавог града на општине. Као општина би успјела изградити неопходни вртић и школу, која недостаје Старчевици. У случају да Старчевица постане општина, пројекат који је урађен за овај простор би био могућ и реализован тј. повезивање са Пониром и Бањ брдом те градња авантуристичког парка, стаза за брдски бициклизам итд. Идеја о општини Старчевица излази независно од других насеља по први пут, 16 септембра 2014.

## Домови здравља
На подручју Мјесне заједнице Старчевица се налазе два Дома здравља:
- Дом здравља Старчевица 1 у улици Југ Богдана и
- Дом здравља Старчевица 2 у улици Рајка Боснића.[4]

## Саобраћај
Кроз један дио Старчевице пролази магистрални пут М-I 108 (стара ознака М-4), као и дио бањалучког Источног транзита. Са лијевом обалом Врбаса и центром града повезана је преко моста КАБ-а (Венеција моста) и Ребровачког моста, а у будућности ће преко моста у Доцу бити директно повезана са центром града.
Кроз Старчевицу пролазе сљедеће аутобуске линије:
- 3 (ЕТФ (Центар) – Врбања – Зелени Вир)
- 3Б (ЕТФ (Центар) – Дебељаци)
- 14 (Старчевица - Центар – Старчевица)
- 14Б (Аутобуска станица - Борик – Старчевица)
- 17А (Старчевица – Нова болница).[6]

## Вјера
На Старчевици је већинска религија православље, а на Старчевици налазе се двије православне богомоље: Ребровачка црква и недовршена црква на гробљу "Шљивице".

### Слава
Слава МЗ Старчевица је Мала Госпојина.

## Поште
На Старчевици се налазе двије поште:
- једна пошта у Улици Југ Богдана 3 (78110) и
- једна пошта на Булевару Војводе Степе Степановића 177 (78111).[7]

## Државне институције
На Старчевици је сједиште МУП-а Републике Српске, на адреси Булевар Десанке Максимовић 4. У истој згради налази се и Полицијска станица за обраду прекршаја.
На адреси Југ Богдана 108 смјештене су Полицијска станица Обилићево и Полицијска станица за безбједност саобраћаја Бања Лука.
На адреси Јосифа Панчића 4 налази се "Услужни центар Старчевица", у власништву Града Бања Лука, у коме грађани могу обавити исте услуге као у Пријемној канцеларији Градске управе, познатијој као "соба 16". 

## Галерија
- Поглед на Старчевицу
- Старчевица из ул. Слободана Дубочанина
- Старчевица
- На Старчевици се константно граде нове стамбене зграде, а као посљедица је велик број становника.
- "Гроздови", двоспратне зграде дуж дијела Улице Југ Богдана
- Булевар Десанке Максимовић, дио Источног транзита
- Стамбено-пословне зграде у Булевару Десанке Максимовић, изграђене на мјесту некадашњих ливада
- Бициклистичка, пјешачка и трим стаза уз Булевар Десанке Максимовић
- Зграда МУП-а Републике Српске